# Cassipourea eketensis
Cassipourea eketensis är en tvåhjärtbladig växtart som beskrevs av E. G. Baker. Cassipourea eketensis ingår i släktet Cassipourea, och familjen Rhizophoraceae. Inga underarter finns listade i Catalogue of Life.